# 肖恩·斯派塞
肖恩·迈克尔·斯派塞（英語：Sean Michael Spicer，1971年9月23日—），美國政治人物，在川普總統時期擔任白宫新闻秘书，兼任白宮通訊聯絡主任。2011年至2017年間，史派瑟曾任共和黨全國委員會通訊總監，並於2015年至2017年間兼任共和黨首席戰略家。
在擔任白宮新聞秘書期間，史派瑟曾做出許多具有爭議或謬誤的言論，與白宮記者團關係一度緊張。例如：史派瑟曾再三強調川普總統的就職典禮是歷任以來最盛大的，而媒體故意低估觀禮人數；此言論受到嚴厲批評後，總統顧問凱莉安·康威表示史派瑟有關就職典禮觀禮人數的陳述是所謂「另類事實」。
2017年7月21日，史派瑟自行宣布辭去白宮新聞秘書一職。據了解，他強烈不同意特朗普任命沒有相關經驗的安東尼·斯卡拉姆齊為白宮通訊聯絡主任。

## 私人生活
2004年11月13日，史派瑟在華盛頓哥倫比亞特區的聖奧本主教堂迎娶了時任電視製作人麗貝卡·米勒。婚後倆人同住於維吉尼亞州的亞歷山卓，並育有兩子。麗貝卡·米勒是美國啤酒批發商協會的資深副總裁，專責通訊與公共事務。此外，史派瑟是一名天主教徒。

## 外部連結
- C-SPAN內的頁面（英文）
- YouTube - White House Press Briefings （页面存档备份，存于）
- White House Website - Press Briefings （页面存档备份，存于）
- White House Press Secretary Twitter Account （页面存档备份，存于）
- Sean Spicer Twitter account （页面存档备份，存于）

| 官衔                   | 官衔                | 官衔                        |
| ---------------------- | ------------------- | --------------------------- |
| 前任者： 喬許·歐內斯特 | 白宫新闻秘书 2017年 | 繼任者： 莎拉·赫卡比·桑德斯 |
| 前任者： 珍·莎琪       | 白宮通訊總監 2017年 | 繼任者： 麥克·杜布克        |
| 前任者： 麥克·杜布克   | 白宮通訊總監 2017年 | 現任                        |